# Muna al-Hussein
Muna (árabe: توني غاردنر, nascida Antoinette Avril Gardiner; Chelmondiston, perto de Ipswich, Suffolk, Inglaterra, 25 de abril de 1941) é uma aristocrata jordiana que serviu como consorte real do rei Hussein e a mãe do atual rei Abdullah II. Após a morte de seu marido, ela foi oficialmente conhecida como Princesa Muna, a Princesa Mãe.

## Vida
Antoinette Gardiner nasceu em Chelmondiston, East Suffolk, sendo filha de Doris Elizabeth (Sutton) e Walter Percy Gardiner. Ela participou do Bourne School, em Kuala Lumpur, na Malásia, que foi administrada por famílias britânicas que mantinham os estudos de seus filhos no exterior.
O pai de Gardiner era um oficial de Exército Britânico de alto escalão estacionados em Long Marston, em Warwickshire, na década de 1960.

## Casamento e filhos
Gardiner encontrou com o rei da Jordânia, Hussein, enquanto trabalhava como assistente de secretariado no set de filmagem de Lawrence da Arábia. O rei tinha permitido que suas tropas trabalhassem como figurantes no filme e, ocasionalmente, visitou para monitorar o progresso da produção. No entanto, há um outro relatório, afirmando que ela conheceu o Rei quando seu pai começou a trabalhar como um conselheiro militar na Jordânia.
Toni casou com o rei Hussein em Amã, na Jordânia, em 25 de maio de 1961. Ela se converteu ao islamismo e foi renomeada Muna al-Hussein após o casamento, como é de costume; ela manteve o título de Sua Alteza Real Princesa Muna al-Hussein após o divórcio. Juntos, eles tiveram quatro filhos:
- Abdullah, mais tarde rei da Jordânia (nascido em 1962, agora o rei Abdullah II da Jordânia).
- Príncipe Faisal (nascido em 1963).
- Princesa Aisha (nascida em 1968, gêmea da princesa Zein).
- Princesa Zein (nascida em 1968, gêmea da princesa Aisha).

Eles se divorciaram em 21 de dezembro de 1972. Após o seu divórcio, ela foi autorizada a manter o estilo de Alteza Real e o título de princesa da Jordânia. Ela continua a trabalhar e viver na Jordânia.

## Atividades
Ela está envolvida no desenvolvimento da enfermagem na Jordânia, sendo fundadora do Fundo de Bolsas princesa Muna para Enfermagem. Em 1962, a princesa Muna fundou a Escola de Enfermagem Princesa Muna em Amã , sendo um local bastante reconhecido pela formação de enfermeiros que atuam no país e em todo o Oriente Médio.

## Títulos e estilos
- 25 de abril de 1941 - 25 de maio de 1961: Senhorita Antoinette Gardiner Avril;
- 25 de maio de 1961 - 21 de dezembro de 1972: Sua Alteza Real Princesa Muna, a Princesa Consorte da Jordânia;
- 21 de dezembro de 1972 - 07 de fevereiro de 1999: Sua Alteza Real Princesa Muna al-Hussein da Jordânia.